# Bube (Spielkarte)

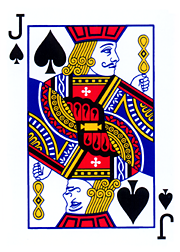
Der Pik-Bube (Jack of spades) im anglo-amerikanischen Blatt

Der Bube – auch Junge oder Bauer genannt – ist ein Kartenwert einer Spielkarte, die in vielen verschiedenen Kartenblättern auftaucht, auf der meist ein bedeutender Ritter oder Soldat abgebildet ist. Abgekürzt wird sie mit dem Anfangsbuchstaben der Sprache, in der die jeweilige Ausgabe genutzt wird, also „B“ (für Bube) bzw. „V“ (für Valet) im französischen Blatt und „J“ (für jack) im anglo-amerikanischen Blatt (siehe unten).
Im deutschen Blatt taucht der Bube als Unter auf.

## Anglo-amerikanisches Blatt
Der Bube hieß im englischsprachigen Raum zuerst knave (Knappe oder Bube), aber Mitte des 19. Jahrhunderts, als Spielkarten mit Erkennungszeichen in den Ecken gedruckt werden sollten, befürchtete man Verwechslungen des „Knaben“, Abkürzung Kn, mit dem König (king), der K abgekürzt wird. Deshalb wurde der „Knabe“ von knave in jack umbenannt, und die Karte seitdem mit einem „J“ gedruckt. Jack stand als Allerweltsname für einen einfachen Mann, der Holzfäller wird beispielsweise „lumberjack“ genannt.

## Rangfolge
Die Rangfolge des Buben ist gewöhnlich so, als ob er die Spielkarte mit der Nummer 11 wäre. Da er die erste Karte mit einem Gesicht ist, wird er bei vielen Spielen als Mindestvoraussetzung für etwas verwandt. In einigen Pokervarianten, vor allem aber an Automaten, ist ein Paar mit jacks or better (Buben oder besser) nötig, um ein Spiel gewinnen zu können.
Der Bube ist im Kartenspiel Poker noch vor der 10 und hinter der Dame die viertbeste Spielkarte, es gibt somit 9 schlechtere Spielkarten. Im Skatspiel sind die „Bauern“ normalerweise die Trumpfkarten, wie auch beim Bauerchen. Bei Doppelkopf spielt der Kreuz-Bube je nach Spielvariante eine Sonderrolle („Karlchen Müller“). Beim Jass ist der Trumpfbube (schweizerdeutsch Trumpfpuur) die höchste aller Karten mit einem Wert von zwanzig Punkten, die drei Buben der anderen Farben zählen zwei Punkte. Der Trumpfbube schlägt alle Karten.